# Shorttrack op de Olympische Winterspelen 2022 - 500 meter vrouwen
De 500 meter voor vrouwen tijdens de Olympische Winterspelen 2022 vond plaats op zaterdag 5 en maandag 7 februari 2022 in het Capital Indoor Stadium in Peking. Regerend olympisch kampioene is de Italiaanse Arianna Fontana.

## Tijdschema
| Datum               | Lokale tijd | MET   | Ronde         |
| ------------------- | ----------- | ----- | ------------- |
| zaterdag 5 februari | 19:00       | 12:00 | Series        |
| maandag 7 februari  | 19:30       | 12:30 | Kwartfinales  |
| maandag 7 februari  | 20:13       | 13:13 | Halve finales |
| maandag 7 februari  | 20:41       | 13:41 | Finales       |

## Uitslag
Legenda:
- ADV = Advance (toevoeging)
- DNF = Did Not Finish
- OR = Olympisch record
- PEN = Penalty
- Q = Directe kwalificatie voor de volgende ronde
- QB = Kwalificatie voor de B-finale (alleen in de halve finales)
- q = Kwalificatie beste vier derde plaatsen (alleen in de series)

### Series
Heat 1
| # | Naam                 | Land      | Tijd   | Opm. |
| - | -------------------- | --------- | ------ | ---- |
| 1 | Selma Poutsma        | Nederland | 43,472 | Q    |
| 2 | Florence Brunelle    | Canada    | 43,477 | Q    |
| 3 | Valentina Aščić      | Kroatië   | 44,681 |      |
| 4 | Tifany Huot-Marchand | Frankrijk | 54,758 |      |

Heat 2
| # | Naam              | Land            | Tijd   | Opm. |
| - | ----------------- | --------------- | ------ | ---- |
| 1 | Fan Kexin         | China           | 43,275 | Q    |
| 2 | Sofia Prosvirnova | Russische ploeg | 43,331 | Q    |
| 3 | Zsófia Kónya      | Hongarije       | 43,905 |      |
| 4 | Gwendoline Daudet | Frankrijk       | 45,515 |      |

Heat 3
| # | Naam              | Land             | Tijd   | Opm. |
| - | ----------------- | ---------------- | ------ | ---- |
| 1 | Kim Boutin        | Canada           | 42,732 | Q    |
| 2 | Petra Jászapáti   | Hongarije        | 42,848 | Q    |
| 3 | Maame Biney       | Verenigde Staten | 42,919 | q    |
| 4 | Kamila Stormowska | Polen            | 44,053 |      |

Heat 4
| # | Naam                    | Land            | Tijd   | Opm. |
| - | ----------------------- | --------------- | ------ | ---- |
| 1 | Suzanne Schulting       | Nederland       | 42,379 | Q,   |
| 2 | Alyson Charles          | Canada          | 42,991 | Q    |
| 3 | Arianna Valcepina       | Italië          | 43,070 | q    |
| 4 | Jekaterina Jefremenkova | Russische ploeg | 43,140 |      |

Heat 5
| # | Naam             | Land             | Tijd   | Opm. |
| - | ---------------- | ---------------- | ------ | ---- |
| 1 | Arianna Fontana  | Italië           | 42,940 | Q    |
| 2 | Zhang Yuting     | China            | 43,233 | Q    |
| 3 | Michaela Hrůzová | Tsjechië         | 45,060 |      |
| 4 | Corinne Stoddard | Verenigde Staten |        | DNF  |

Heat 6
| # | Naam                 | Land             | Tijd     | Opm. |
| - | -------------------- | ---------------- | -------- | ---- |
| 1 | Choi Min-jeong       | Zuid-Korea       | 42,853   | Q    |
| 2 | Martina Valcepina    | Italië           | 43,606   | Q    |
| 3 | Patrycja Maliszewska | Polen            | 44,130   |      |
| 4 | Kathryn Thomson      | Groot-Brittannië | 1:06,594 |      |

Heat 7
| # | Naam             | Land       | Tijd   | Opm. |
| - | ---------------- | ---------- | ------ | ---- |
| 1 | Xandra Velzeboer | Nederland  | 42,563 | Q    |
| 2 | Qu Chunyu        | China      | 42,691 | Q    |
| 3 | Sumire Kikuchi   | Japan      | 42,829 | q    |
| 4 | Lee Yu-bin       | Zuid-Korea | 43,141 |      |

Heat 8
| # | Naam             | Land             | Tijd   | Opm. |
| - | ---------------- | ---------------- | ------ | ---- |
| 1 | Kristen Santos   | Verenigde Staten | 43,579 | Q    |
| 2 | Jelena Serjogina | Russische ploeg  | 43,605 | Q    |
| 3 | Hanne Desmet     | België           | 43,702 | q    |
| 4 | Nikola Mazur     | Polen            | 43,732 |      |

### Kwartfinales
Kwartfinale 1
| # | Naam              | Land   | Tijd     | Opm. |
| - | ----------------- | ------ | -------- | ---- |
| 1 | Kim Boutin        | Canada | 42,391   | Q    |
| 2 | Arianna Valcepina | Italië | 42,891   | Q    |
| 3 | Fan Kexin         | China  | 1:03,594 |      |
| 4 | Alyson Charles    | Canada | 1:07,206 | ADV  |
|   | Florence Brunelle | Canada |          | PEN  |

Kwartfinale 2
| # | Naam             | Land             | Tijd     | Opm. |
| - | ---------------- | ---------------- | -------- | ---- |
| 1 | Petra Jászapáti  | Hongarije        | 43,476   | Q    |
| 2 | Jelena Serjogina | Russische ploeg  | 43,712   | Q    |
| 3 | Maame Biney      | Verenigde Staten | 46,099   |      |
| 4 | Selma Poutsma    | Nederland        | 1:07,285 |      |
|   | Xandra Velzeboer | Nederland        |          | PEN  |

Kwartfinale 3
| # | Naam              | Land            | Tijd     | Opm. |
| - | ----------------- | --------------- | -------- | ---- |
| 1 | Arianna Fontana   | Italië          | 42,635   | Q    |
| 2 | Hanne Desmet      | België          | 42,991   | Q    |
| 3 | Zhang Yuting      | China           | 54,211   | ADV  |
| 4 | Choi Min-jeong    | Zuid-Korea      | 1:04.939 |      |
|   | Sofia Prosvirnova | Russische ploeg |          | PEN  |

Kwartfinale 4
| # | Naam              | Land             | Tijd   | Opm. |
| - | ----------------- | ---------------- | ------ | ---- |
| 1 | Suzanne Schulting | Nederland        | 42,922 | Q    |
| 2 | Qu Chunyu         | China            | 43,029 | Q    |
| 3 | Sumire Kikuchi    | Japan            | 56,092 |      |
|   | Kristen Santos    | Verenigde Staten |        | PEN  |
|   | Martina Valcepina | Italië           |        | PEN  |

### Halve finales
Halve finale 1
| # | Naam              | Land            | Tijd   | Opm. |
| - | ----------------- | --------------- | ------ | ---- |
| 1 | Arianna Fontana   | Italië          | 42,387 | Q    |
| 2 | Kim Boutin        | Canada          | 42,664 | Q    |
| 3 | Jelena Serjogina  | Russische ploeg | 42,685 | QB   |
| 4 | Alyson Charles    | Canada          | 42,829 | QB   |
| 5 | Arianna Valcepina | Italië          | 44,044 |      |

Halve finale 2
| # | Naam              | Land      | Tijd   | Opm. |
| - | ----------------- | --------- | ------ | ---- |
| 1 | Suzanne Schulting | Nederland | 42,475 | Q    |
| 2 | Zhang Yuting      | China     | 43,196 | Q    |
| 3 | Petra Jászapáti   | Hongarije | 43,198 | QB   |
| 4 | Hanne Desmet      | België    | 55,304 | ADV  |
|   | Qu Chunyu         | China     |        | PEN  |

### Finales
B-Finale
| # | Naam             | Land            | Tijd   | Opm. |
| - | ---------------- | --------------- | ------ | ---- |
| 6 | Jelena Serjogina | Russische ploeg | 42,972 |      |
| 7 | Petra Jászapáti  | Hongarije       | 43,004 |      |
| 8 | Alyson Charles   | Canada          | 43,273 |      |

A-Finale
| #      | Naam              | Land      | Tijd   | Opm. |
| ------ | ----------------- | --------- | ------ | ---- |
| Goud   | Arianna Fontana   | Italië    | 42,488 |      |
| Zilver | Suzanne Schulting | Nederland | 42,559 |      |
| Brons  | Kim Boutin        | Canada    | 42,724 |      |
| 4      | Zhang Yuting      | China     | 42,803 |      |
| 5      | Hanne Desmet      | België    | 42,941 |      |